# Thyene radialis
Thyene radialis är en spindelart som beskrevs av Xie L., Peng X. 1995. Thyene radialis ingår i släktet Thyene och familjen hoppspindlar. Inga underarter finns listade i Catalogue of Life.